# Orbieu
Pour les articles homonymes, voir Orbieu (homonymie).
L'Orbieu est une rivière française qui coule dans la région Occitanie dans le département de l'Aude, affluent droit de l'Aude.

## Géographie
L'Orbieu naît au nord de la commune de Fourtou au lieu-dit Le Puget, au sud-ouest du massif des Corbières, à l'est de la forêt domaniale du Rialsesse et au nord de la forêt domaniale de Fourtou, à 700 mètres d'altitude et à moins de 500 mètres du Pech (822 m).
Son cours, long de 84 km, traverse les confins tourmentés où se rencontrent la plaine du Languedoc et le massif pyrénéen. La rivière s'écoule d'abord vers le nord-est, s'enfonce dans des gorges pour traverser le massif de Mouthoumet, puis rencontre l'anticlinal de la montagne d'Alaric qu'elle doit à nouveau percer. À Fabrezan, le cours d'eau quitte les Corbières pour la basse plaine de l'Aude et serpente jusqu'à son confluent entre Raissac-d'Aude et  Saint-Nazaire-d'Aude, à l'altitude 11 mètres juste à l'ouest des communes de Marcorignan et Saint-Marcel-sur-Aude. L'Orbieu traverse l'autoroute française A61 entre Carcassonne et Narbonne aussi appelée l'Autoroute des Deux Mers.

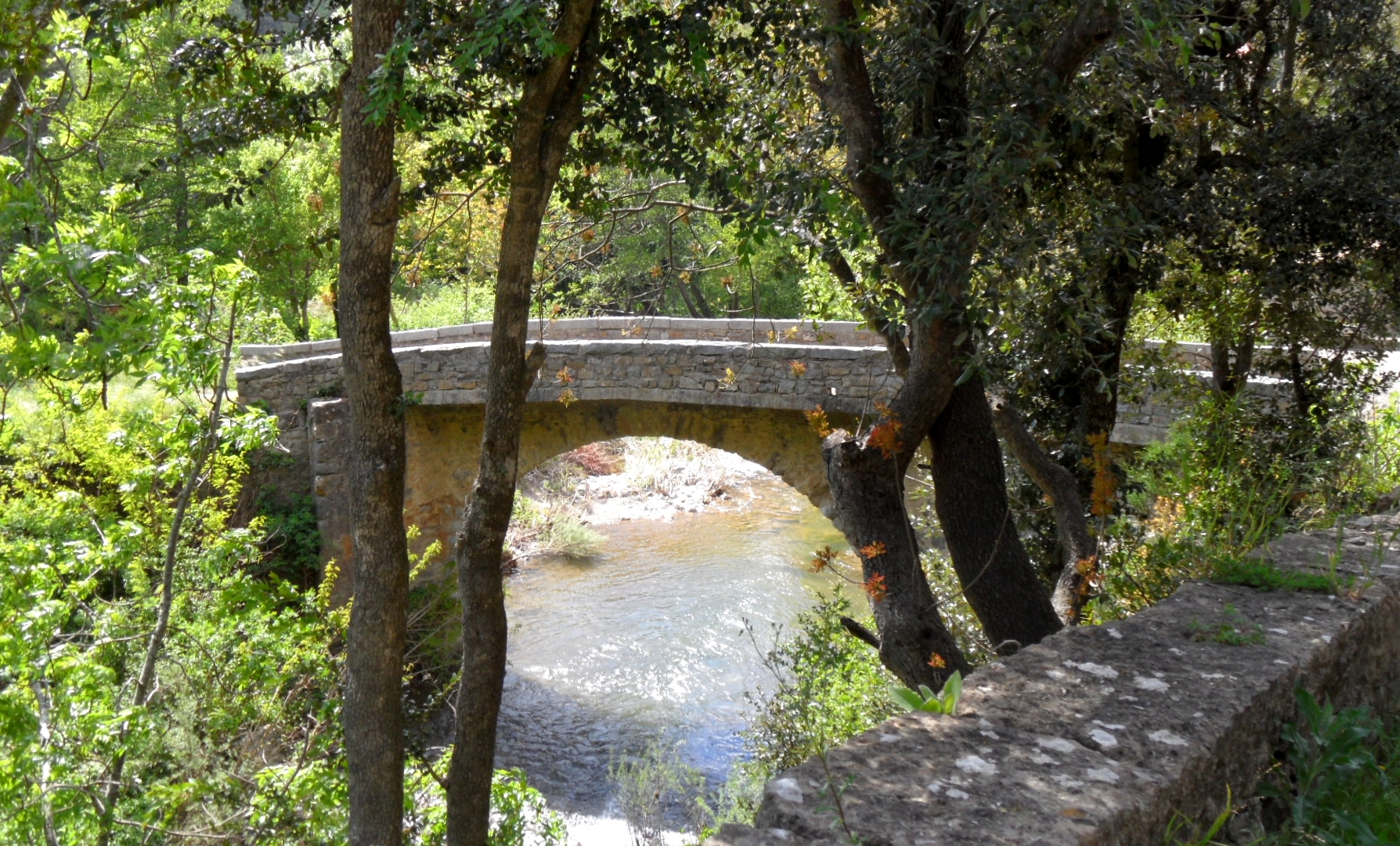
Pont sur l'Orbieu à Lanet
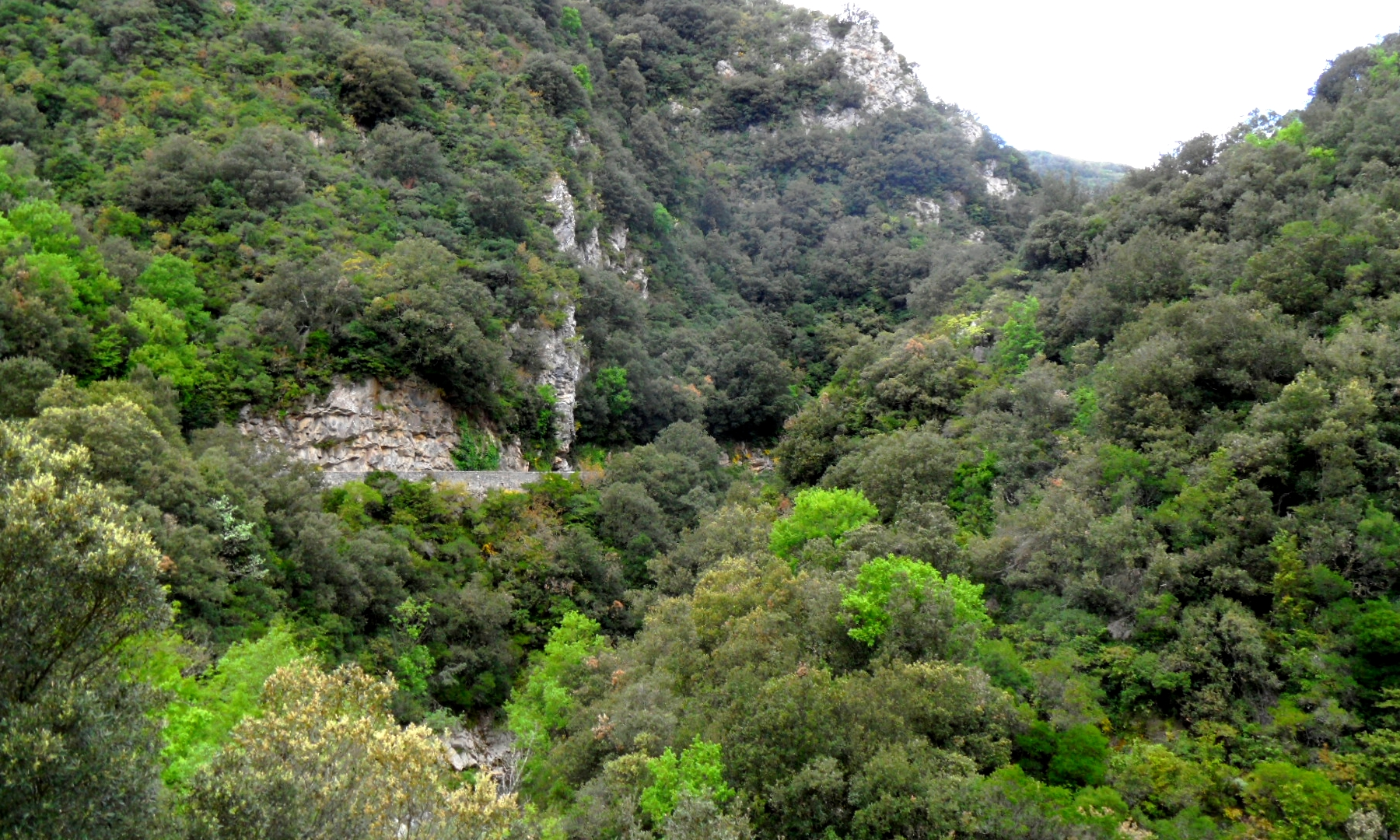
Les gorges près de Montjoi
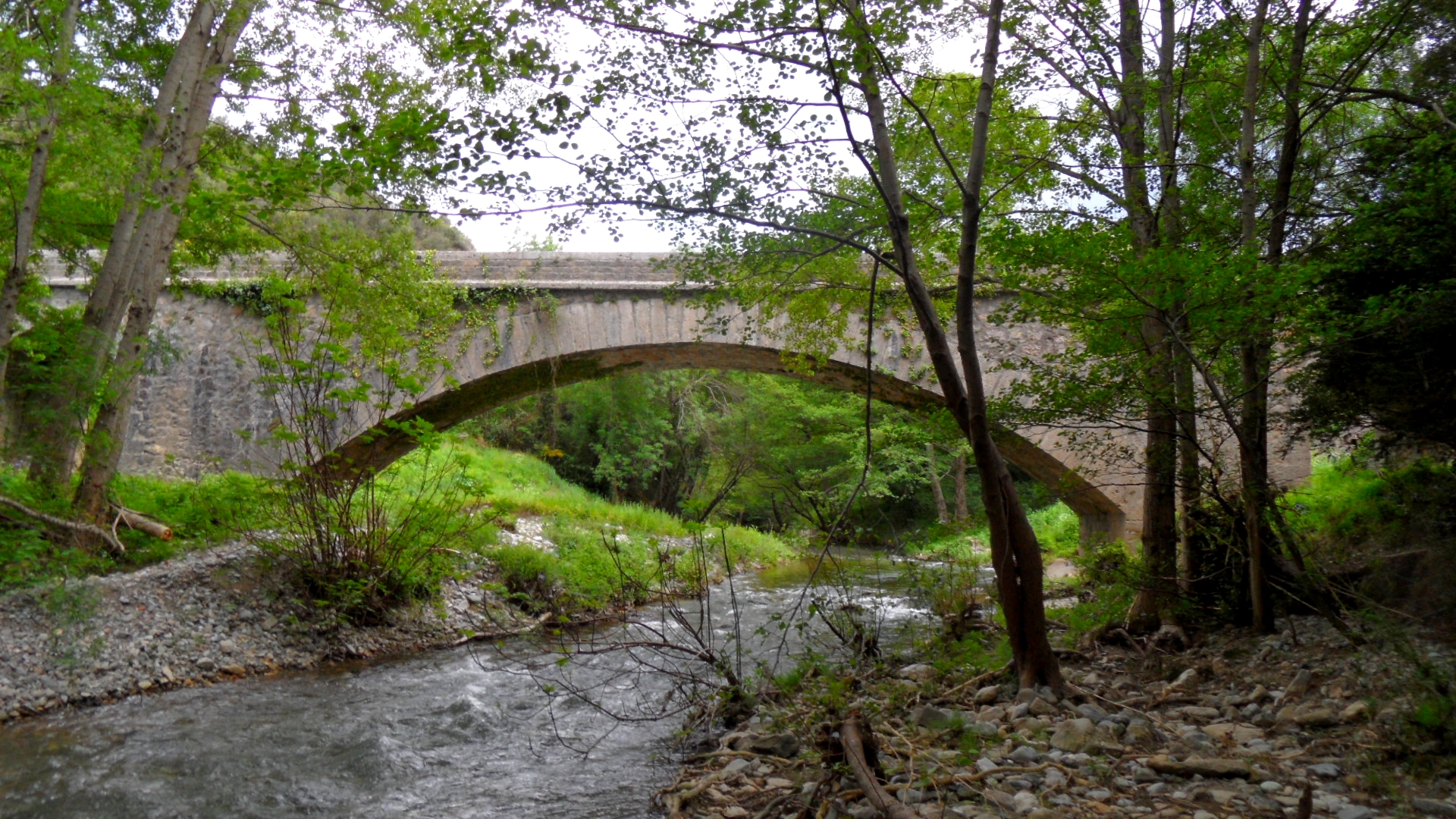
Pont sur l'Orbieu en amont de Saint-Martin-des-Puits
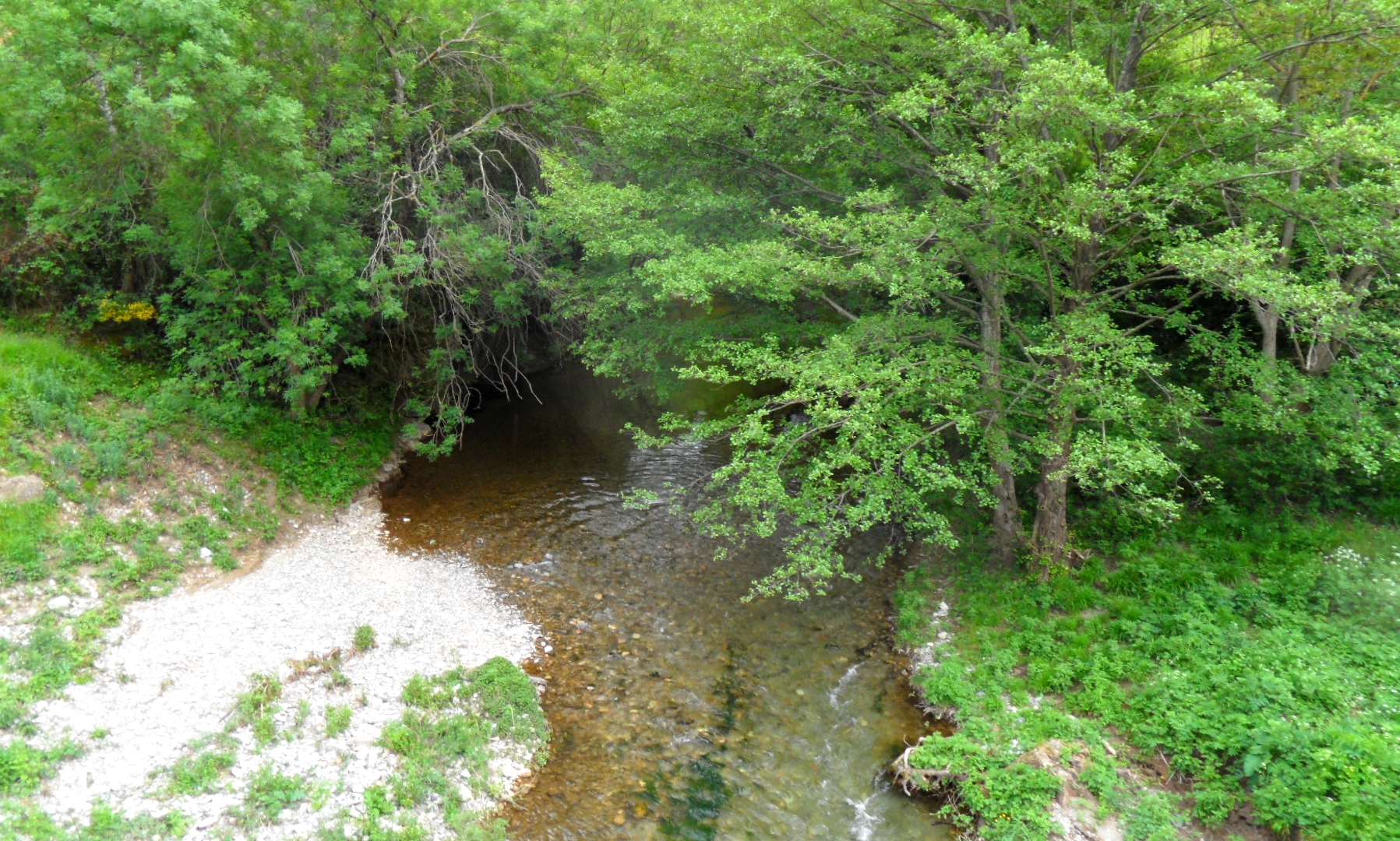
près de Saint-Pierre-des-Champs
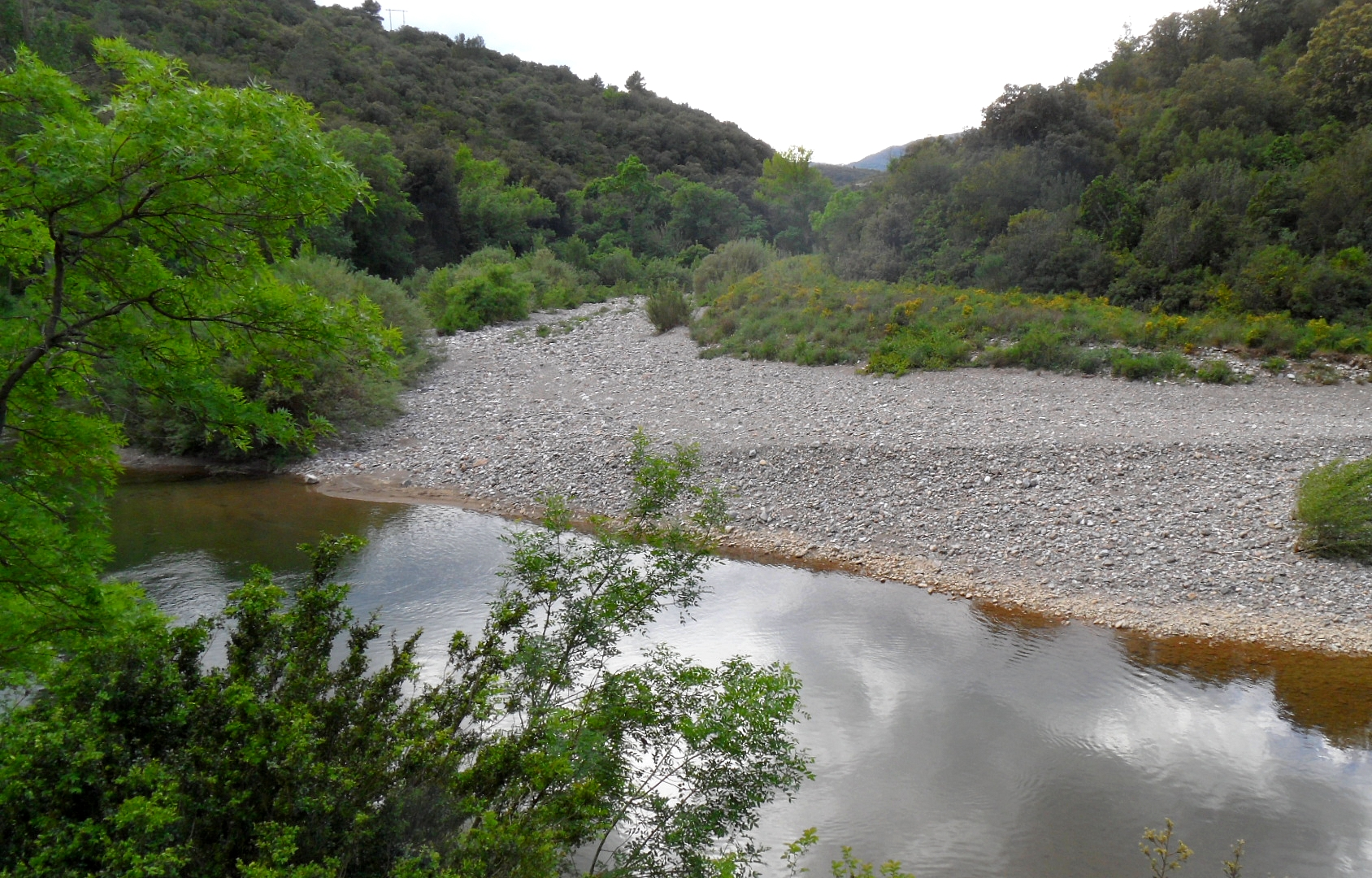
près de Saint-Pierre-des-Champs
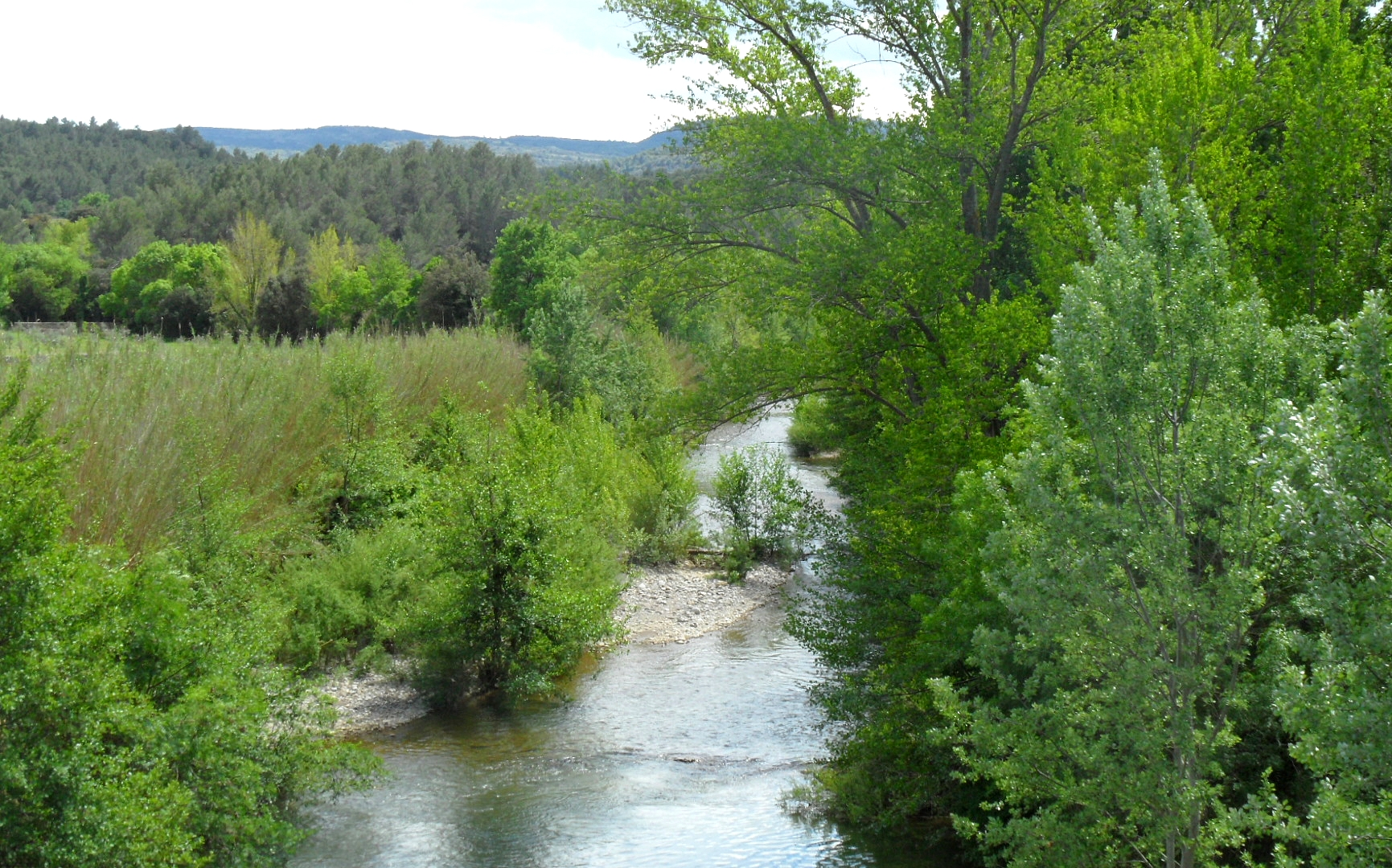
en amont de Lagrasse

### Communes traversées
Dans le département de l'Aude, l'Orbieu traverse vingt-deux communes et six cantons :
- Fourtou (source), Auriac, Lanet, Montjoi, Vignevieille, Saint-Martin-des-Puits, Mayronnes, Saint-Pierre-des-Champs, Lagrasse, Ribaute, Camplong-d'Aude, Fabrezan, Ferrals-les-Corbières, Luc-sur-Orbieu, Ornaisons, Cruscades, Lézignan-Corbières, Villedaigne, Névian, Marcorignan, Raissac-d'Aude, Saint-Nazaire-d'Aude (confluent). Soit en termes de cantons, l'Orbieu prend source dans le canton de Couiza, traverse les canton de Mouthoumet, canton de Lagrasse, canton de Lézignan-Corbières, canton de Narbonne-Ouest, et conflue sur le canton de Ginestas.

### Toponymes
L'Orbieu a donné son hydronyme à la commune de Luc-sur-Orbieu.

## Principaux affluents

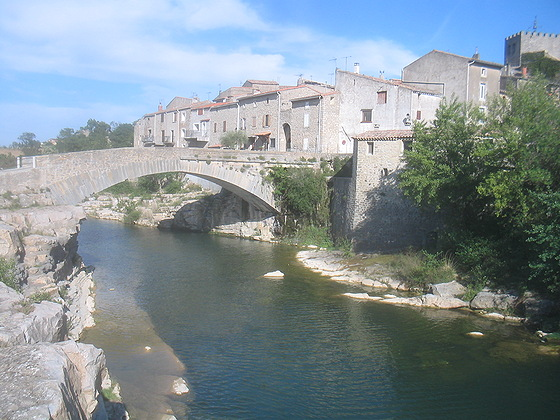
Vue de Ribaute depuis l'Orbieu

L'Orbieu a cinquante-neuf affluents référencés dont (de l'amont vers l'aval) :
- le ruisseau de Laurio (rd) 5,1 km à Auriac
- le ruisseau du Moulin de Fourtou (rd) 5,8 km sur la seule communes de Fourtou
- le Sou de Laroque (rg) 17 km sur sept communes avec dix affluents référencés.
- le Ruisseau des Mattes 16 km sur cinq communes.
- la Nielle (rd) 15 km sur quatre communes avec quinze affluents référencés.
- l'Aussou (rd) 17 km sur six communes avec quinze affluents référencés.

## Hydrologie
L'Orbieu est une rivière assez irrégulière et sujette à de grosses sautes d'humeur, comme tous les cours d'eau languedociens. 

### L'Orbieu à Luc-sur-Orbieu
Son débit a été observé sur une période de 39 ans (1969-2008), à Luc-sur-Orbieu, localité du département de l'Aude située à une quinzaine de kilomètres en amont de son confluent avec le fleuve. La surface ainsi observée est de 586 km2 (soit plus de 85 % de la totalité du bassin versant de la rivière). Les médiocres débits de l'Aussou ne sont en effet pas pris en compte.
Le module de la rivière à Luc-sur-Orbieu est de 4,62 m3/s.
L'Orbieu présente des fluctuations saisonnières de débit très marquées, comme c'est la norme des cours d'eau de la plaine languedocienne, avec des hautes eaux d'hiver-printemps portant le débit mensuel moyen à un niveau situé entre 7,11 et 9,38 m3/s, de janvier à avril inclus (avec un maximum en février). Dès le mois de mai, le débit chute progressivement jusqu'à la période des basses eaux. Celles-ci se déroulent en été, de fin juin à fin septembre, et s'accompagnent d'une baisse du débit moyen mensuel allant jusqu'à 0,881 m3/s au mois d'août. Mais les fluctuations sont bien plus prononcées sur de courtes périodes, et variables selon les années.

### Étiage ou basses eaux
À l'étiage, le VCN3 peut chuter jusque 0,017 m3/s (17 litres par seconde), en cas de période quinquennale sèche, ce qui doit être considéré comme très sévère. Ce cas est parfaitement normal dans la région.

### Crues
Les crues de l'Orbieu peuvent être extrêmement importantes, et ce d'autant plus que la surface de son bassin est assez étendue. Les QIX 2 et QIX 5  valent respectivement 220 et 400 m3/s. Le QIX 10 est de 510 m3/s, le QIX 20 de 620 m3/s et le QIX 50 de 760 m3/s.
Le débit instantané maximal enregistré à la station hydrométrique de Luc-sur-Orbieu a été de 1 130 m3/s le 8 décembre 1996, tandis que la valeur journalière maximale était de 373 m3/s le 30 janvier 2006. En comparant la première de ces valeurs à l'échelle des QIX de la rivière, il ressort que cette crue de décembre 2006 était très largement supérieure au niveau de crue cinquantennale défini par le QIX 50, et donc très exceptionnelle (sans doute bien plus que centennale).
Pour se faire une idée de l'importance de ces débits, on peut les comparer à un des affluents de la Seine au sud-est de Paris, l'Yonne, réputée pour la dangerosité de ses débordements. Le QIX 10 de l'Yonne en fin de parcours vaut 710 m3/s (contre 510 m3/s pour l'Orbieu) et son QIX 50 se monte à 960 m3/s (contre 760 m3/s pour l'Orbieu). Ainsi malgré un bassin près de dix-huit fois moins étendu et un débit moyen d'à peu près le vingtième, le volume des crues de l'Orbieu atteint plus des trois quarts du volume de celles de l'Yonne.

### Lame d'eau et débit spécifique
L'Orbieu est cependant une rivière moyennement abondante, bien alimentée surtout par les précipitations du rebord pyrénéen. La lame d'eau écoulée dans son bassin versant est de 249 millimètres annuellement, ce qui est modéré, assez largement inférieur à la moyenne d'ensemble de la France tous bassins confondus (320 millimètres par an), mais inférieur aussi à la moyenne du bassin de l'Aude (288 millimètres par an). Le débit spécifique de la rivière (ou Qsp) atteint le chiffre assez modéré de 7,9 litres par seconde et par kilomètre carré de bassin.

## Aménagements
Sur son cours, on rencontre les lieux-dits : Les Moulines, et le Moulin à Fourtou, les Moulines sur Auriac, le Moulin Vieux et le Moulin Neuf à Lanet, le Moulin à Montjoi, le Moulin de Salza et le Moulin de Lagarde sur Vignevieille, le Château de Durfort en ruines dans une boucle de l'Orbieu, l'Abbaye Sainte-Marie de Lagrasse aussi dans une boucle avant la confluence avec le Sou de Val de Daigne, le Moulin à Luc-sur-Orbieu, le Moulin de Saint-Jammes.

## Histoire
On a longtemps cru que l'importante bataille opposant en 793 le comte de Toulouse Guillaume de Gellone et les musulmans d'Espagne, bataille à l'origine de la chanson de geste Guillaume d'Orange, s'était déroulée sur l'Orbieu dans les environs de Villedaigne. Mais les historiens la localisent depuis 1941 sur l'Orbiel entre Villalier, Villedubert et Malves-en-Minervois.
Son nom viens du terme Or bieu (Or blau en Occitan), qui signifie Or Bleu. Un nom significatif étant donné la condition de vie où l'eau dans les Corbières est une ressource très rare et très précieuse.[réf. nécessaire]